# Small Satellite Launch Vehicle
Le Small Satellite Launch Vehicle plus communément désigné par son acronyme SSLV (en français Véhicule de lancement de petits satellites) est un petit lanceur spatial développé par l'ISRO, l'agence spatiale indienne. Ce lanceur, constitué de trois étages à propergol solide, est conçu pour placer des petits satellites en orbite basse. Il peut placer une charge utile de  500 kg (inclinaison orbitale de 45°) sur une orbite basse circulaire de 500 km et 300 kg sur une  orbite héliosynchrone. Le premier vol, qui a eu lieu le 7 août 2022, est une échec bien que les trois étages principaux du lanceur aient fonctionné de manière nominale. Les deux vols suivants sont quant à eux des succès.

## Historique

### Développement
Le SSLV est un petit lanceur dont l'existence a été annoncée par l'agence spatiale indienne en 2018. Il est conçu pour répondre à la demande croissante de lancement de satellites de petite taille (mini, micro et nano). Son cout est réduit grâce à l'utilisation de composants existants et à une conception modulaire et simple. Il doit pouvoir être lancé rapidement après une campagne  de lancement de seulement deux semaines. Le lanceur est conçu pour pouvoir être assemblé en 72 heures avec une équipe de 6 personnes pour superviser les opérations. Le dernier étage permet de placer le satellite sur l'orbite précise demandée. L'intégration finale et le lancement n'immobilisent le pas de tir que durant 24 heures,.
Le cout total du développement du lanceur est évalué par l'agence spatiale indienne à 21 millions €. Le lancement est commercialisé à un coût d'environ 4 millions € (30 crores),. L'agence spatiale indienne s'est associée avec l'entreprise publique Antrix (société chargée de commercialiser les prestations de lancement de l'ISRO) pour le développement et le commercialisation des vols. Elle vise un objectif de 6 à 8 lancements par an. 

### Échec du vol inaugural (7 août 2022)
Le premier vol, qui a eu lieu le 7 août 2022, est une échec bien que les trois étages principaux du lanceur aient fonctionné de manière nominale. Le lanceur devait injecter deux satellites sur une orbite basse à une altitude de 656 kilomètres avec une inclinaison orbitale de 37,2 degrés. D'une part EOS-02/Microsat-2A un satellite d'observation de la Terre expérimental fonctionnant dans l'infrarouge pesant 135 kilogrammes  copie de Microsat-TD placé en orbite en 2019 et d'autre part AzaadiSAT un CubeSat à vocation éducative de 7,3 kilogrammes. D'après les premières analyses, le lanceur a injecté les satellites sur une orbite trop basse (76 km d’altitude au lieu des 356 km prévus) pour pouvoir être maintenue du fait de la sous-performance du quatrième étage (VTM) chargé de placer les satellites sur leur orbite précise : celui-ci a fonctionné une demi-seconde au lieu des 20 secondes prévues,. Lors de la séparation du second étage, une défaillance de l'un des accéléromètres force l'ordinateur de bord à basculer vers un mode de sauvegarde. Le système de navigation et de contrôle de la fusée tente d'outrepasser la défaillance en changeant en stoppant la lecture en temps réel des données issues des capteurs en faveur du suivi d'une trajectoire prédéterminée en circuit fermé. Ce changement mène à une sous-performance d'environ 100 m/s qui n'est pas corrigée par les systèmes internes et l'injection des satellites sur une orbite erronée,.

### Succès du second essai en vol (10 février 2023)
Les investigations menés par ISRO à la suite de l'échec du premier vol concluent que le choc encaissé par le lanceur lors de la séparation du second étage a mené à la défaillance des accéléromètres et l'insertion sur une orbite plus basse que prévu. Des correctifs sont apportés pour adresser les défaillances rencontrées lors du vol D1, soit le remplacement du système de séparation du second étage de la fusée par celui utilisé sur le troisième étage, qui produit moins de secousses, et l'utilisation de données fournies par le système régional de navigation par satellite indien en cas de défaillance des capteurs de bord,. Deux autres lancements destinés à qualifier le lanceur (vols D2 et D3) devaient avoir lieu avant que la NewSpace India Limited (NSIL), l'entité chargé de commercialiser l'activité de lancement de l'Inde, commence à proposer des prestations reposant sur le nouveau lanceur. Le vol D2 est d'abord programmé pour la fin de 2022 et D3 au cours du premier trimestre 2023. En janvier 2023, l'Organisation indienne pour la recherche spatiale confirme la possibilité de réaliser au moins deux vols d'essai de plus avant de déclarer le lanceur opérationnel après le vol D2. Le second lancement a finalement lieu le 10 février 2023, avec la mise en orbite d'un satellite d'observation de la Terre indien et deux CubeSats.

## Caractéristiques techniques
Le lanceur SSLV est haut de 34 mètres pour un diamètre pratiquement continu de 2 mètres. Sa masse est de 120 tonnes. Il comprend trois étages à propergol solide. Les étages à propergol solide semblent être dérivés du missile balistique indien Agni V,, :
- Le premier étage SS1 (moteur-fusée S85) est long de 21 mètres pour un diamètre de 2 mètres. Il emporte 89 tonnes de propergol et fournit une poussée maximale de 2600 kilonewtons. Il fonctionne durant 117 secondes.
- Le second étage SS2 (moteur-fusée S4) est long de 2 mètres pour un diamètre de 2 mètres. Il emporte 7,7 tonnes de propergol et fournit une poussée maximale de 250 kilonewtons.
- Le troisième étage SS3 (moteur-fusée S85) est long de 1,6 mètre pour un diamètre de 1,7 mètre. Il emporte 4,5 tonnes de propergol et fournit une poussée maximale de 160 kN.
- Un module, baptisé Velocity Trimming Module (VTM), comprenant 16 moteurs-fusées à ergols liquides brulant des ergols hypergoliques (MON-3/MMH) d'un poussée unitaire de 50 newtons permet de positionner avec précision les charges utiles sur leur orbite. Huit des moteurs sont utilisés pour contrôler l'attitude et les huit autres permettent d'exercer une poussée axiale. L'étage emporte 50 kilogrammes d'ergols[2].
- La coiffe a un diamètre de 2,1 mètres (1,9 mètre utilisables) et une hauteur d'environ 4,45 mètres dont 2,95 mètres utilisables.

## Capacité d'emport

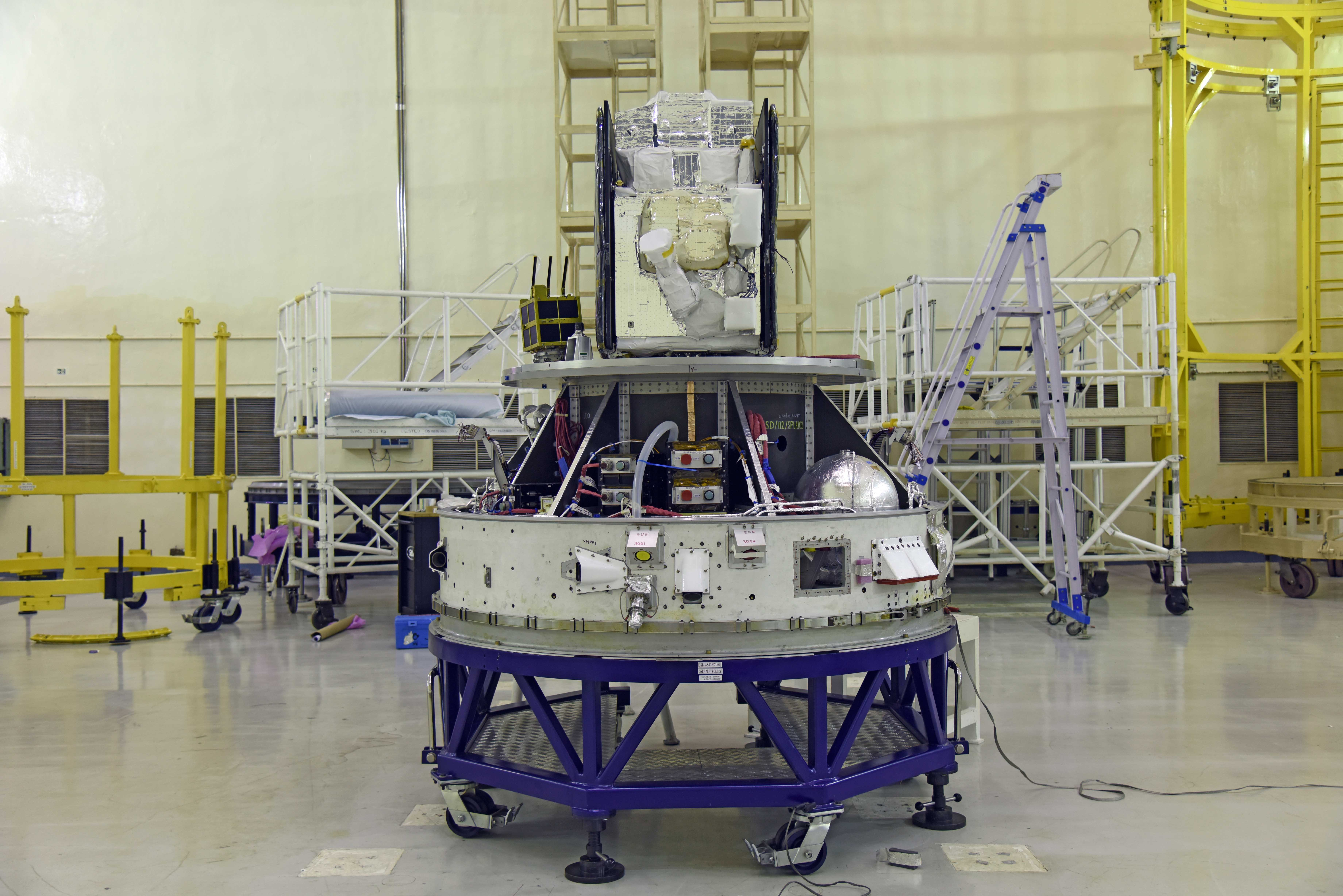
Les deux satellites EOS-02 et AzaadiSAT assemblés avec l'étage VTM dans une salle blanche avant le lancement inaugural.

La fusée peut placer une charge utile totale de 500 kilogrammes sur une orbite basse circulaire de 500 km et 300 kg sur une orbite héliosynchrone à la même altitude. Les charges utiles peuvent être réparties sous la coiffe sur deux plateaux solidaires du lanceur. Ceux-ci peuvent accueillir par exemple les configurations suivantes  :
- un satellite de 300 kg et 8 adaptateurs Quadpacks (peut contenir l'équivalent d'un CubeSat 12U)
- 14 adaptateurs Quadpacks
- 64 CubeSats 2U ou 24 CubeSats 6U
- 2 satellites de 150 kg et 15 CubeSats 3U.

## Installations de lancement
Pour les premiers vols, la fusée est lancée depuis un pas de tir construit à cet effet au centre spatial Satish-Dhawan, base de lancement utilisé par l'agence spatiale indienne pour tous ses lancements. Par la suite une deuxième base de lancement doit être construit sur la côte ouest de l'Inde à Kulasekarapattinam dans l'état de Tamil Nadu. Elle sera utilisée pour les tirs à destination de l'orbite héliosynchrone. Il permettra d'éviter le survol du Sri Lanka et la manœuvre d'infléchissement de trajectoire nécessaire lorsque le lancement se fait depuis Satish-Dhawan,.

## Déroulement d'un vol (vol inaugural)

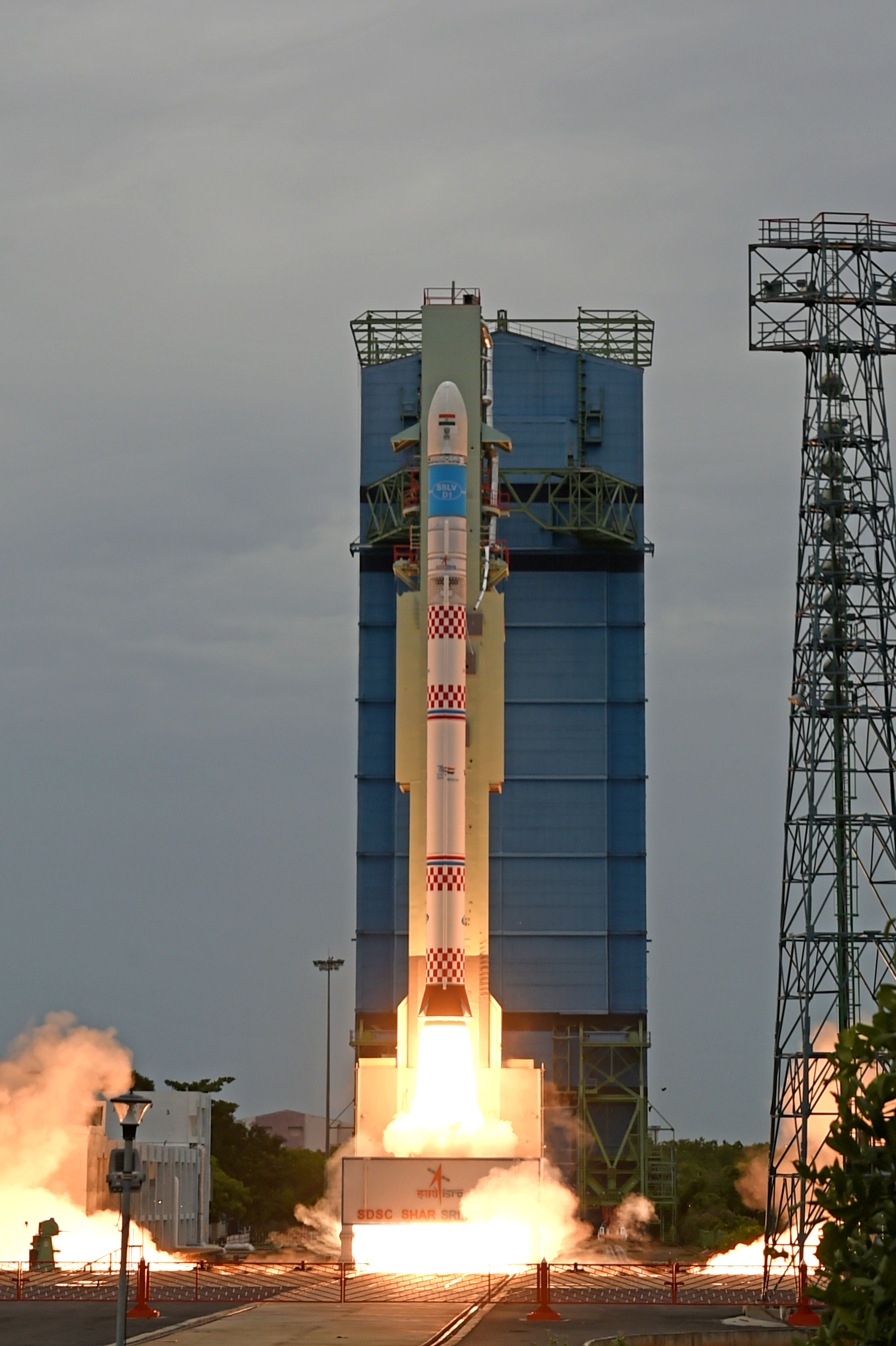
Décollage le 7 août 2022.

Le premier étage fonctionne durant 127 secondes. Le deuxième étage est allumé cinq secondes avant le largage du premier étage alors que celui-ci fonctionne encore : l'interétage constitué de poutrelles ajourées permet d'évacuer le jet de gaz. La coiffe est larguée 162 secondes après le décollage alors que le lanceur se trouve à une altitude de 143 kilomètres. Le deuxième étage fonctionne durant 113 secondes. Après son largage la fusée poursuit une trajectoire ascendante purement balistique durant 90 secondes avant que le troisième étage s'allume à une altitude de 331 kilomètres. La durée de fonctionnement de cet étage est de 107 secondes. Après son largage le lanceur poursuit une trajectoire balistique durant 175 secondes avant la mise à feu de l'étage VTM qui doit fonctionner durant une vingtaine de secondes avant de larguer successivement ses charges utiles

## Historique des lancements
| Numéro            | Date de lancement | Lieu de lancement | Charge utile               | Masse                            | Orbite                                                  | Résultat |
| 1                 | 7 août 2022 03:48 | Satish Dhawan     | EOS 02 AzaadiSAT           | 143 kg                           | Orbite basse (visé) Orbite transatmosphérique (atteint) | Échec    |
| 1                 | Lancement inaugural de SSLV. Une défaillance de l'un des accéléromètres force l'ordinateur de bord à basculer vers un mode de sauvegarde qui injecte des satellites sur une orbite trop basse (76 km d’altitude au lieu des 356 km prévus) pour pouvoir être maintenue,. |                   |                            |                                  |                                                         |          |
| 2                 | 10 février 2023 03:48 | Satish Dhawan     | EOS 07 Janus-1 AzaadiSAT-2 | 334 kg                           | Orbite basse                                            | Succès   |
| 2                 | Second vol d'essai de SSLV. Emporte comme charge utile un satellite d'observation de la Terre, un démonstrateur technologique de la société américaine Antaris et un CubeSat développé par SpaceKidz,.                                                                   |                   |                            |                                  |                                                         |          |
| 3                 | 16 août 2024 à 03:47, | Satish Dhawan     | EOS 08 SR-0                | 175,5 kg 0,2 kg Total = 175,7 kg | Orbite basse                                            | Succès   |
| 3                 | Troisième et dernier vol d'essai du lanceur,. |                   |                            |                                  |                                                         |          |
| Lancements prévus | |                   |                            |                                  |                                                         |          |
| -                 | TBD |                   | BlackSky Global x 4        | 224 kg                           |                                                         | Prévu    |
| -                 | 4 satellites de la constellation BlackSky Global pour le compte de Spaceflight Inc. |                   |                            |                                  |                                                         |          |